# I Do Not Hook Up
I Do Not Hook Up – drugi singel z czwartego studyjnego albumu Kelly Clarkson pt. „All I Ever Wanted” (2009). Piosenka skomponowana przez Grega Wellsa do słów piosenkarki Katy Perry i autorki tekstów Kary DioGuardi. Za jej produkcje odpowiada zaś Howard Benson. Utwór początkowo miał znaleźć się na albumie Perry, który miał się ukazać między Katy Hudson, a One of the Boys, lecz materiał nagrany przez piosenkarkę został odrzucony dwukrotnie.
Singel został 30 marca przesłany do australijskich rozgłośni radiowych. W Stanach Zjednoczonych jego premiera odbyła się 14 marca.